# Parque Europa (Torrejón de Ardoz)
El Parque Europa es un parque municipal de la ciudad de Torrejón de Ardoz en la Comunidad de Madrid (España), inaugurado en septiembre de 2010. Se trata de la mejora y ampliación del antiguo parque del arroyo Ardoz.
El parque cuenta con 190 000 metros cuadrados de zonas verdes, realizado con un completo programa de paisajismo a base de especies naturales y monumentos asociados a los distintos países que constituyen la Unión Europea, incluidos monumentos históricos de España.

## Características
El coste del parque estuvo entre los 12 y los 15 millones de euros.
Además de las 14 réplicas de monumentos, cuenta con 5000 árboles, 60 000 arbustos, 120 000 flores de temporada, 190 000 metros cuadrados de zonas verdes, tres lagos (uno navegable) y 460 farolas.

### Réplicas

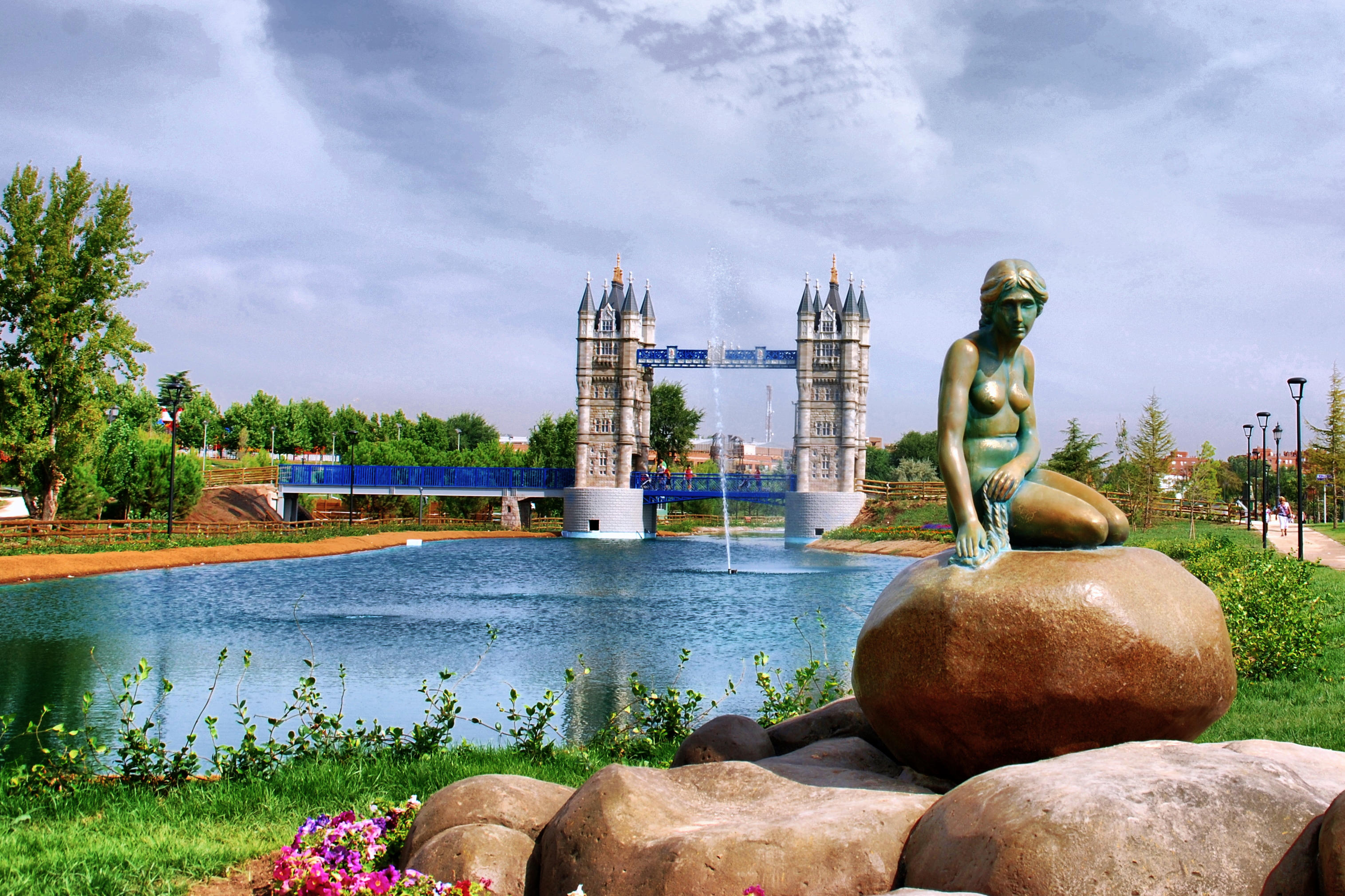
Réplicas del Puente de la Torre en Londres y de La Sirenita de Copenhague

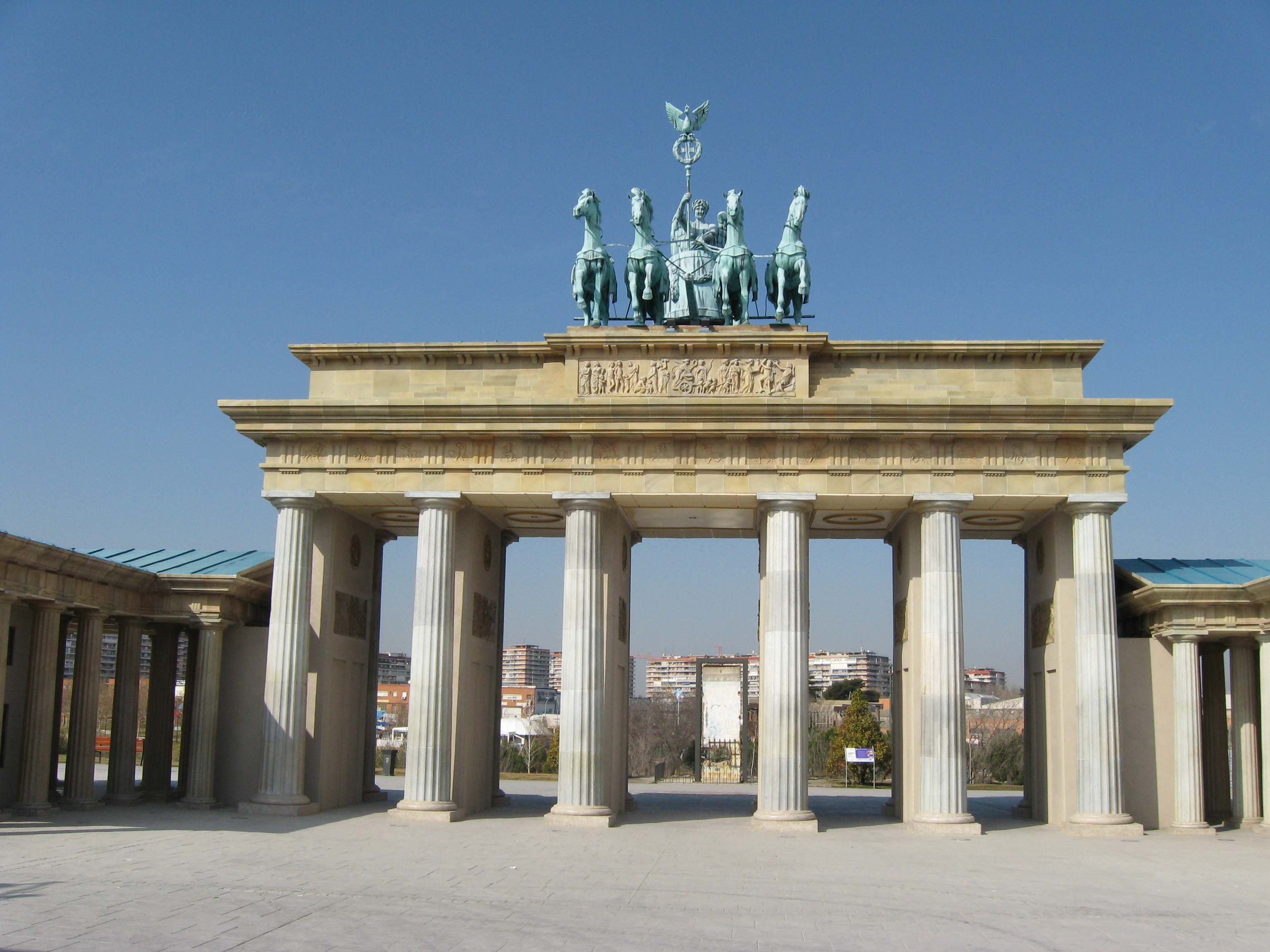
Réplica de la Puerta de Brandeburgo de Berlín

Las reproducciones construidas en el parque son réplicas hechas a escala de los monumentos más importantes de Europa. Además, cuenta con una gran plaza que alberga una fuente con el mapa de Europa y las banderas a todos los países de la UE. Entre otras obras están:
- La Puerta de Alcalá (Madrid, España)
- La Plaza Mayor y la Puerta del Sol unidas (Madrid, España)
- La Torre Eiffel (París, Francia)
- La Victoria alada de Samotracia (estatua griega expuesta en el Museo del Louvre de París, Francia)
- La Puerta de Brandeburgo (Berlín, Alemania)
- El Puente de la Torre (Londres, Reino Unido)
- La Sirenita (Copenhague, Dinamarca).
- Un barco vikingo (Dinamarca)
- Los Molinos de viento de Kinderdijk (Países Bajos)
- El Manneken Pis (Bruselas, Bélgica)
- El Atomium (Bruselas, Bélgica)
- La Acrópolis (Atenas, Grecia)
- La Fontana de Trevi (Roma, Italia)
- El David de Miguel Ángel (Florencia, Italia)
- La Torre de Belem (Lisboa, Portugal)

- Una reconstrucción del puente pintado en el cuadro El Puente de Arlés, del pintor holandés Vincent van Gogh
- Un trozo original de Muro de Berlín (Alemania), cedido gratuitamente por el ayuntamiento de la ciudad capitalina

Dentro del parque también se han señalizado otros 23 puntos de interés, ya que dispone de merendero, cascada, diferentes plazas tematizadas, zonas infantiles, parques multiaventura, miradores y templetes. Actualmente se han creado nuevos espacios lúdicos, como: karts, pistas de patinaje, zona de fauna aventura o tiro con arco.
Además dispone de diversas actividades programadas para instituciones educativas. Se puede contratar una visita guiada por el parque, o visitar la mujer gigante, una exposición interactiva y lúdica donde enseñan el cuerpo humano.

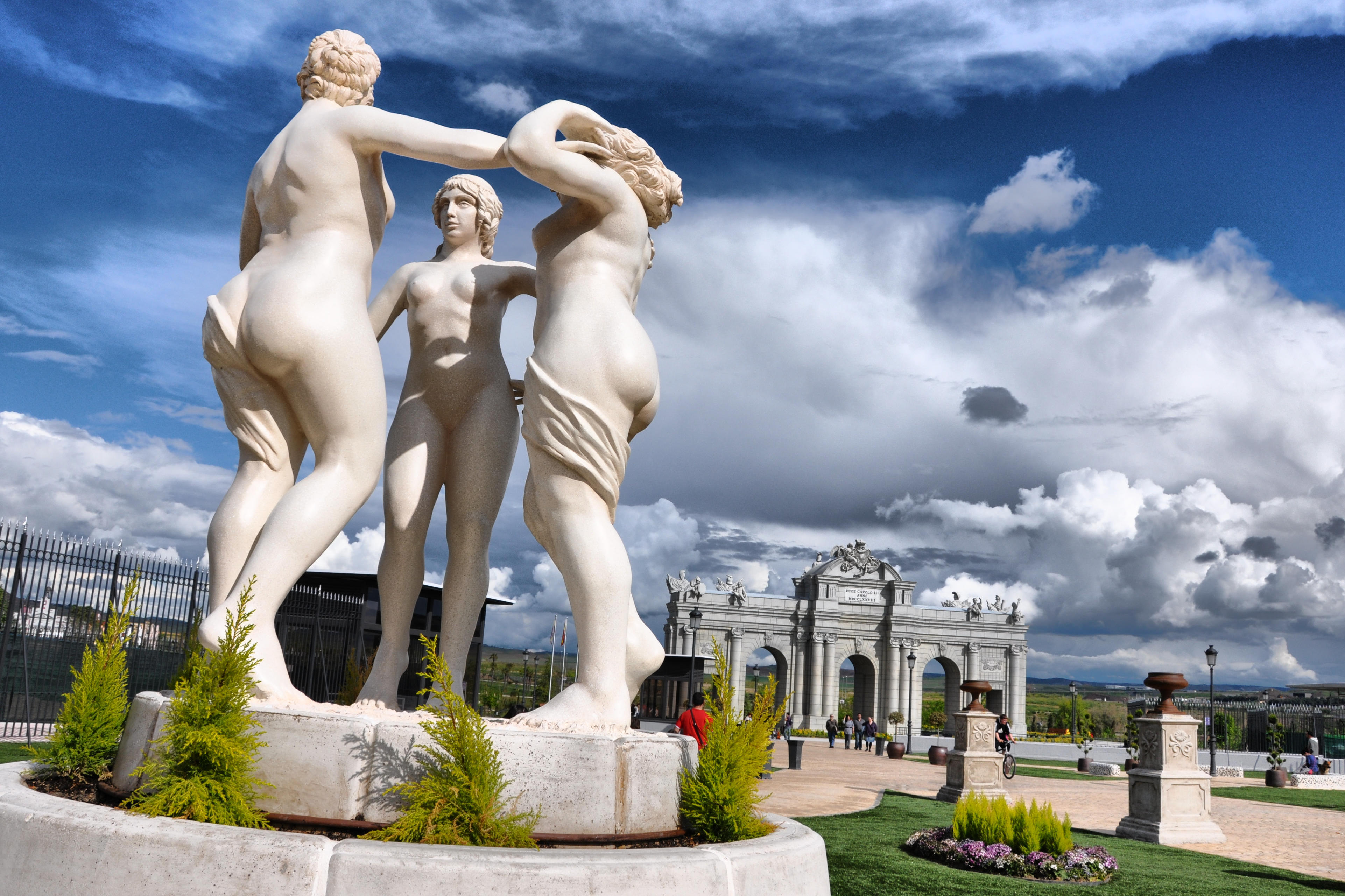
Réplica de Las Tres Gracias, de Rubens
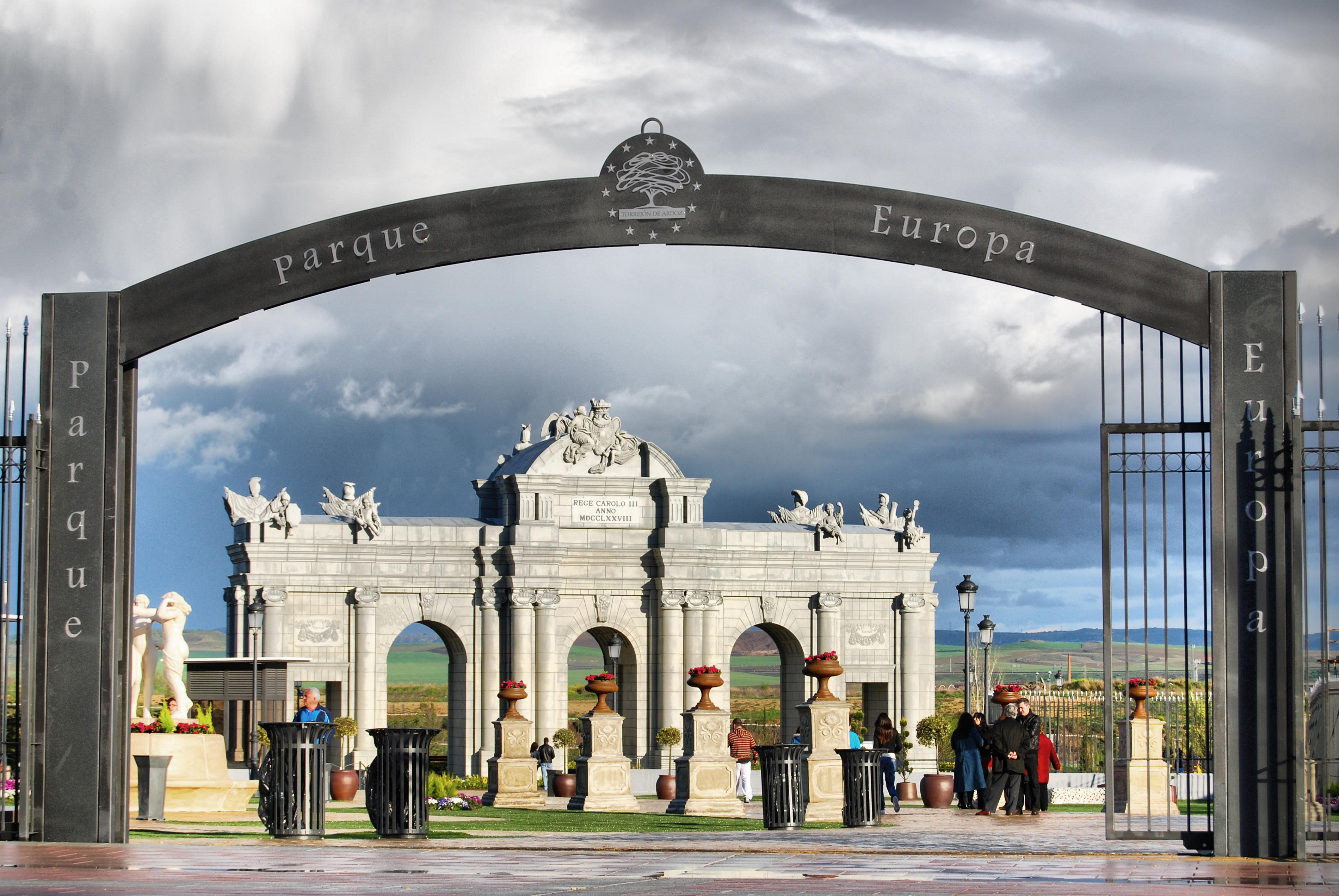
Réplica de la Puerta de Alcalá de Madrid
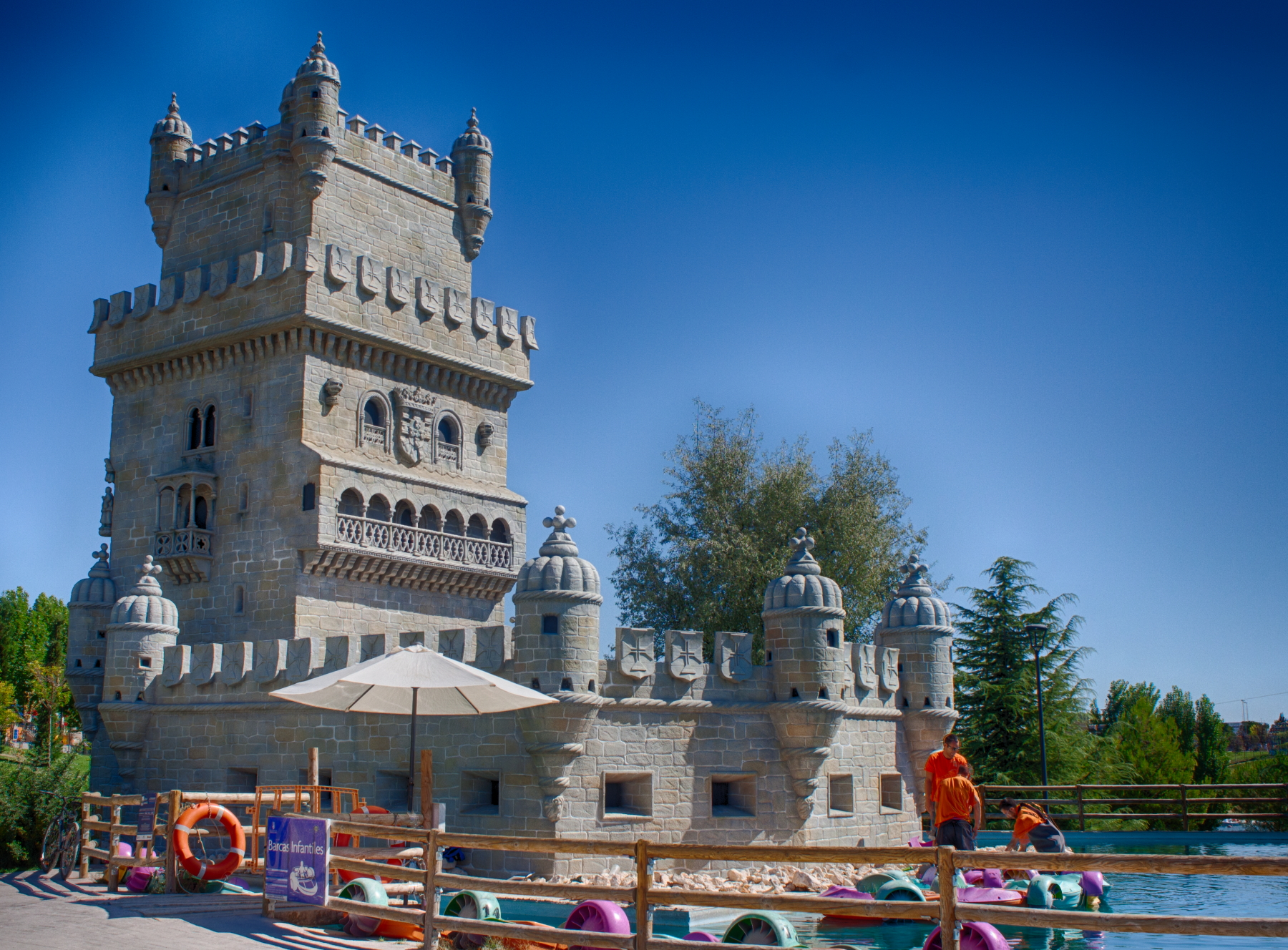
Réplica de la Torre de Belem de Lisboa
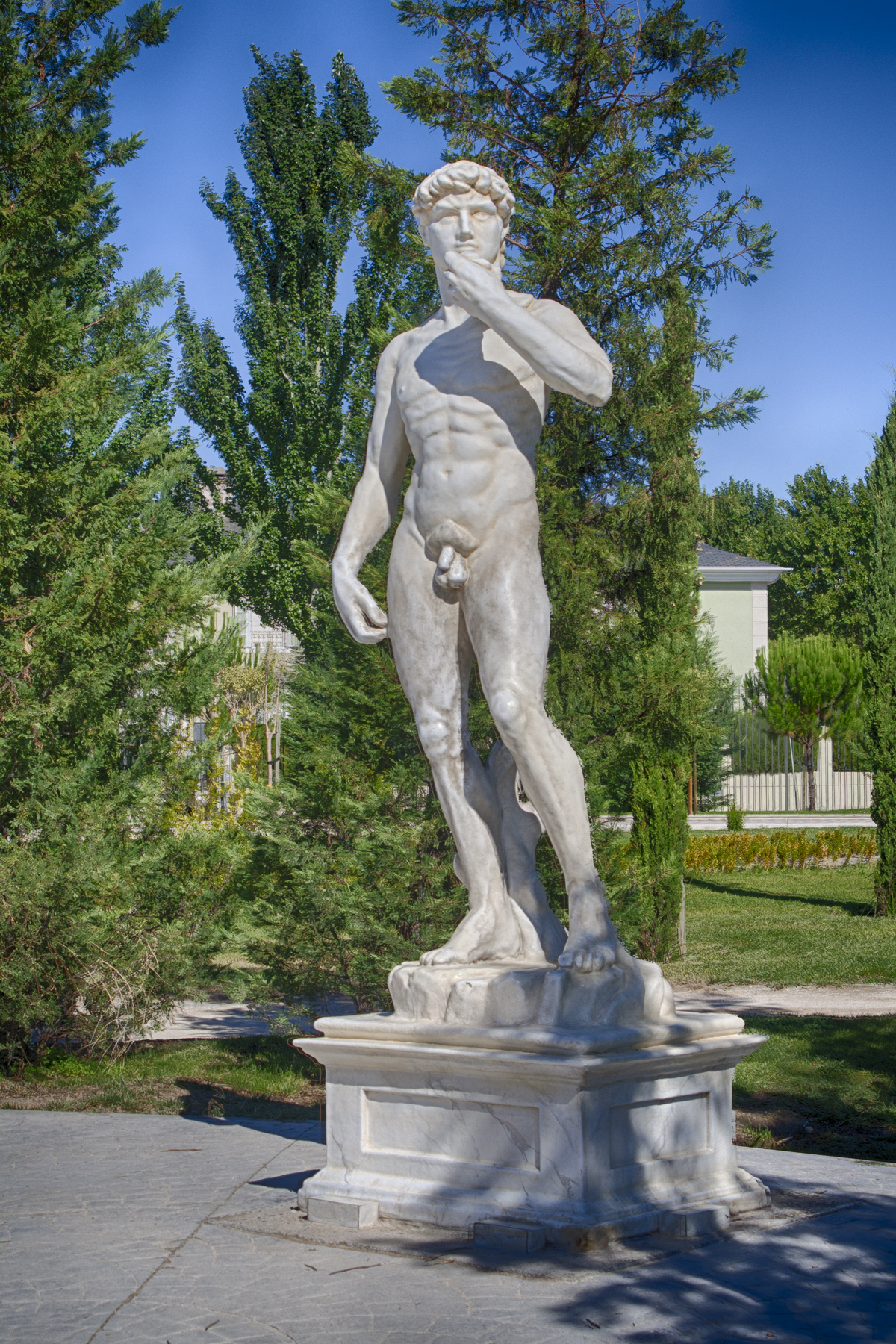
Réplica del David de Miguel Ángel en Florencia
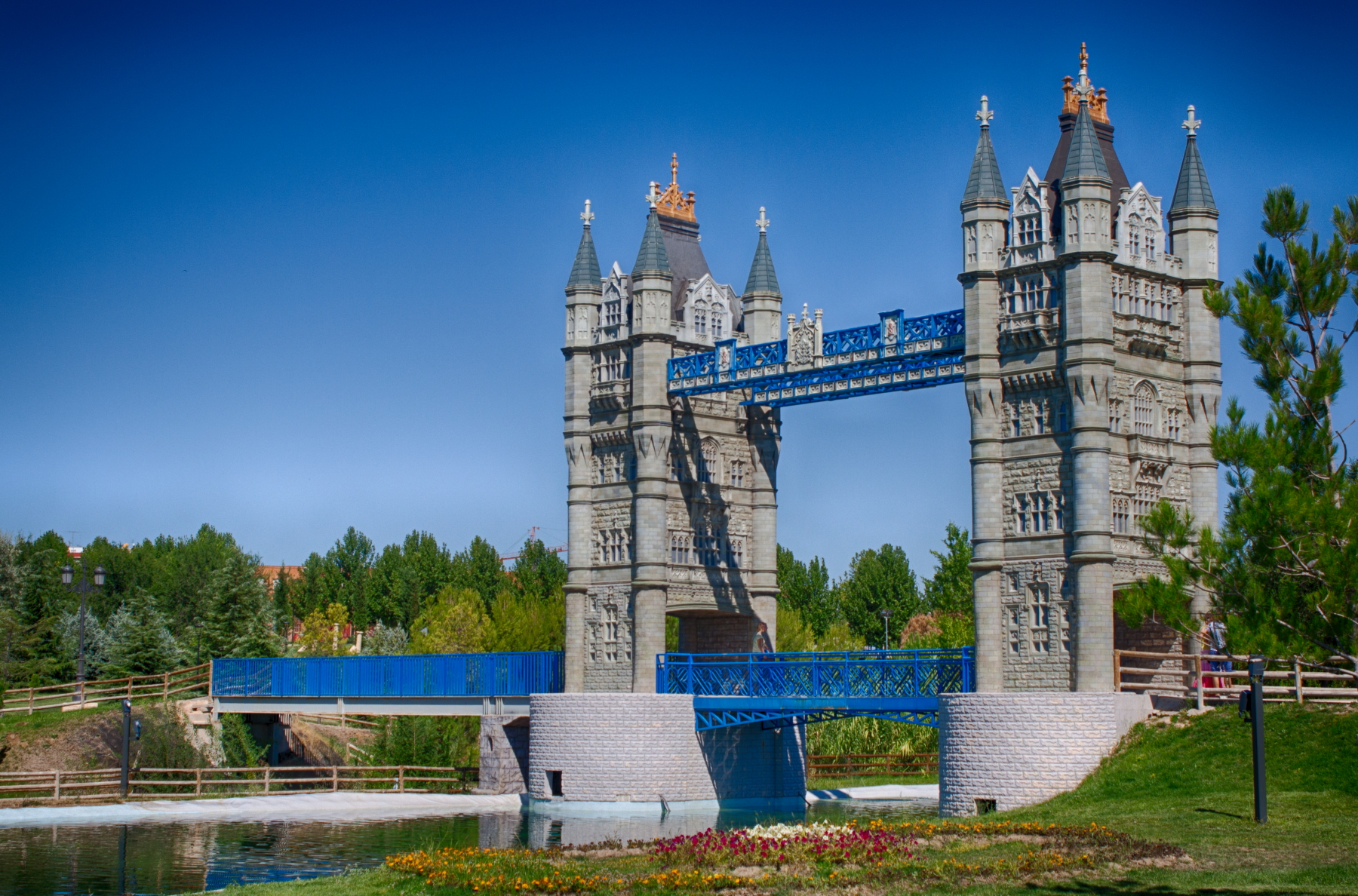
Réplica del Puente de la Torre, de Londres
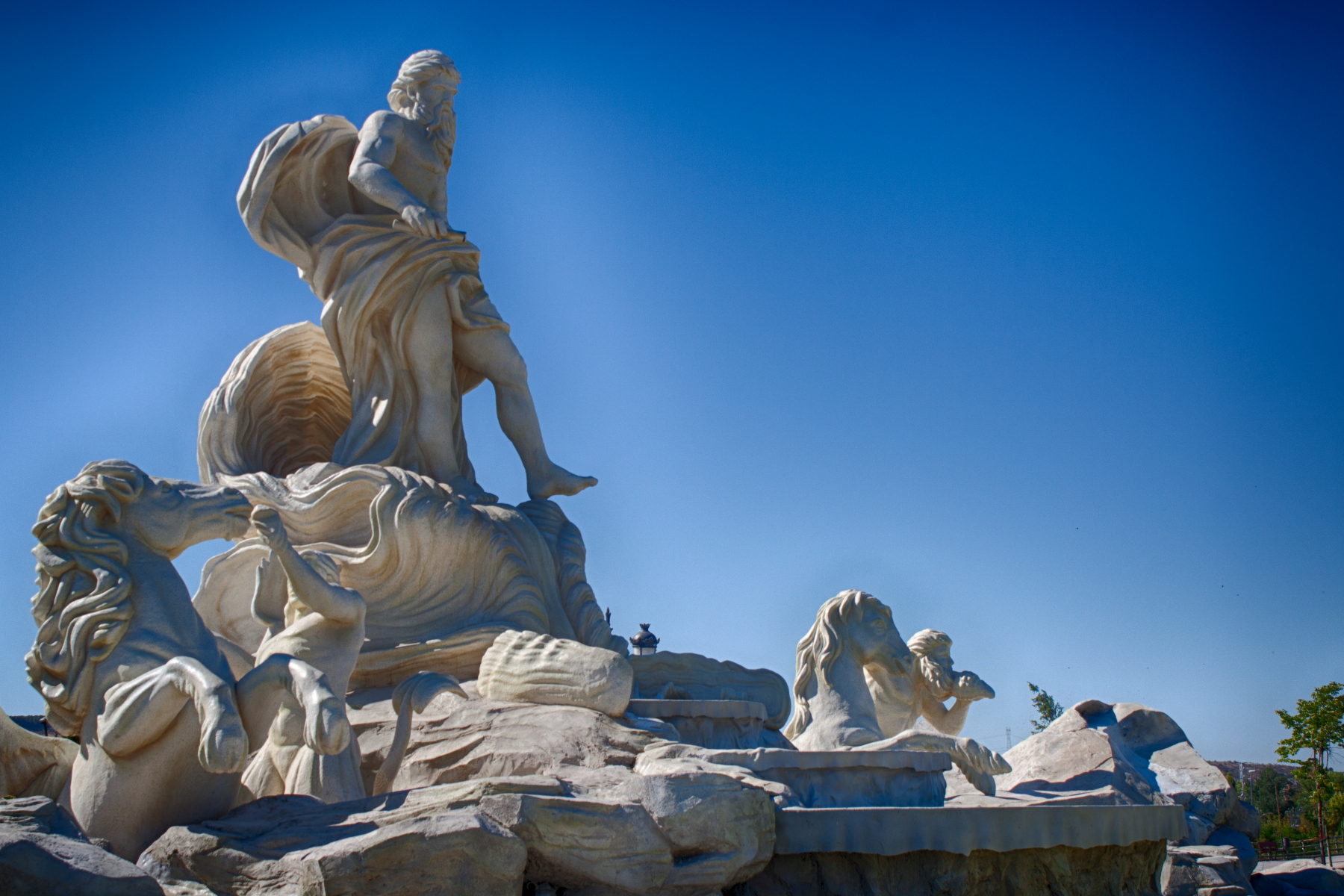
Réplica de la Fontana de Trevi en Roma